# 亚历山大 (埃及)

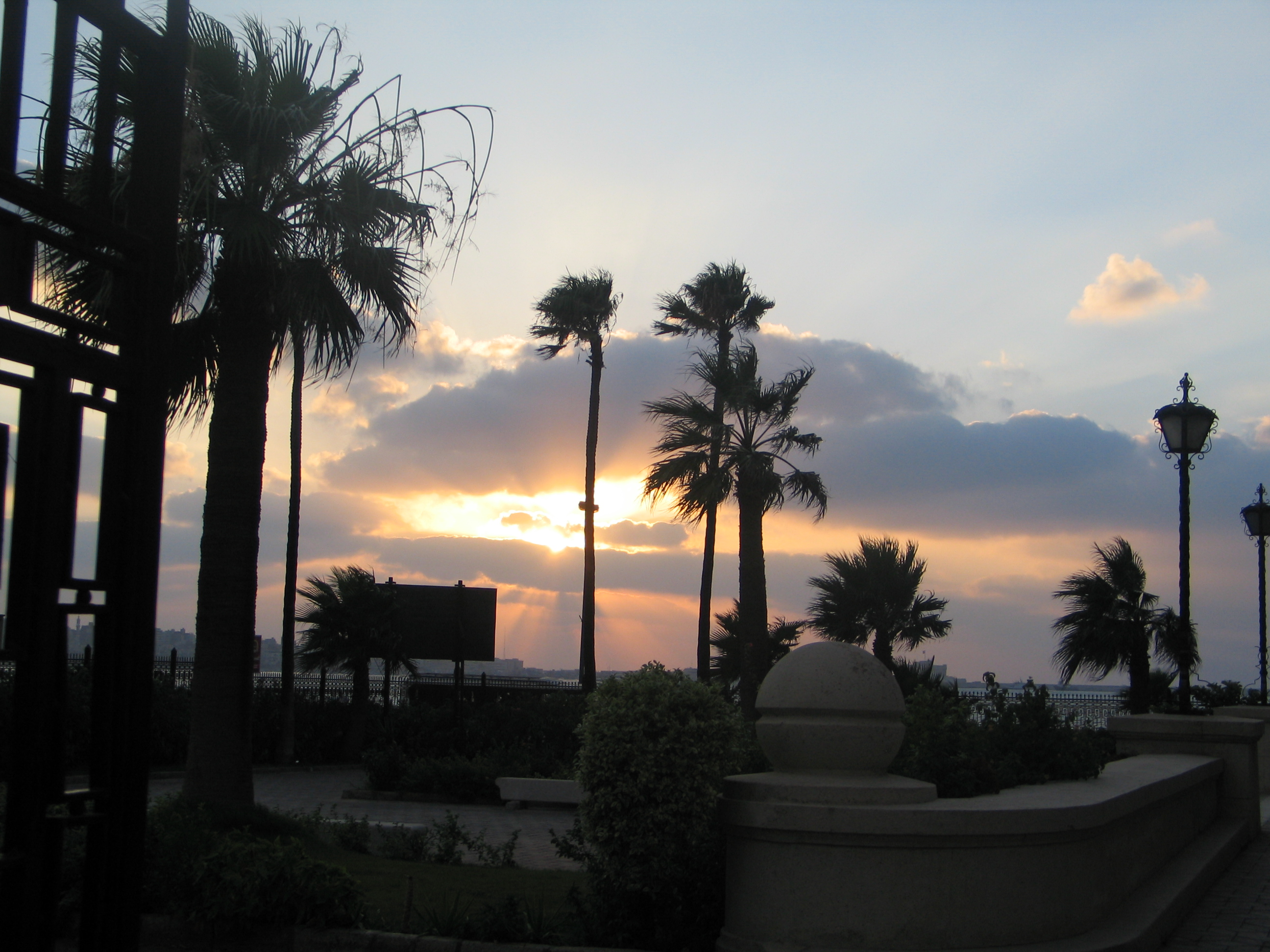
亚历山大的夕陽景色

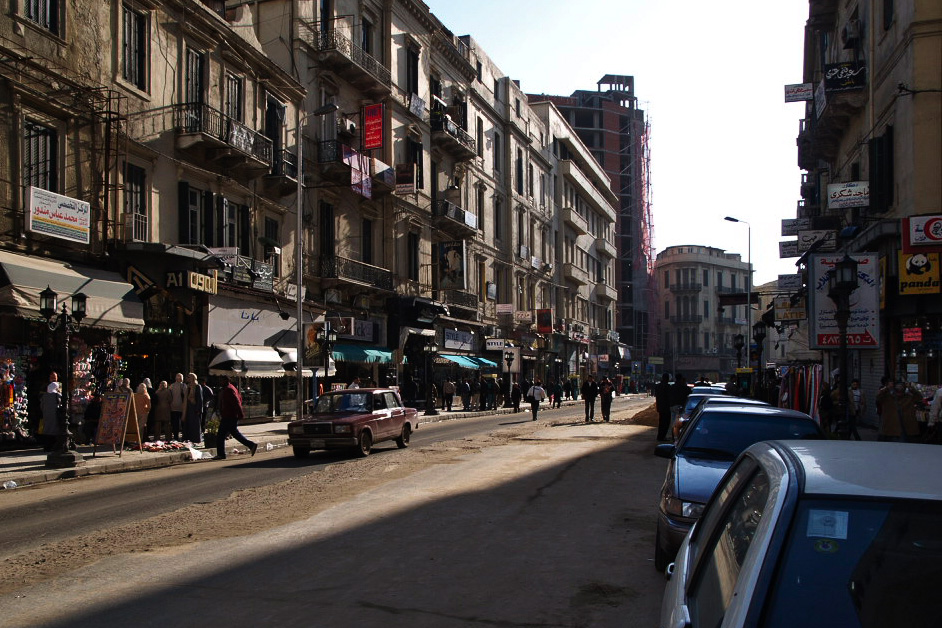
亚历山大的街道景觀

31°11′52.8″N 29°55′9.12″E / 31.198000°N 29.9192000°E
（羅馬化：Al-Iskandarîyah，發音：[al.ʔiskanˈdarijja]，羅馬化：Eskenderiyya，發音：[eskendeˈɾejjæ]，羅馬化：Alexándreia），又譯亞歷山太和亚历山大里亚，汉时称为乌迟散， 埃及第二大城市、亚历山大省省会，也是地中海沿岸最大城市，阿拉伯世界第四大城市及非洲第九大城市。其地理位置为北纬31°12'，东经29°15'，离开罗西北208千米。尼罗河多支的、现已乾枯的入海口位于亚历山大东19千米处，古城克诺珀斯的遗蹟就在那裡。今天亚历山大有约334万居民。
亚历山大是按其奠基人亚历山大大帝命名的，它是托勒密王朝的首都，很快就成为古希腊文化中最大的城市。在西方古代史中其规模和财富仅次于罗马。雖然埃及的伊斯兰教统治者在奠定了开罗为埃及的新首都后亚历山大的地位不断下降。但在十九世紀末期，亚历山大躍升為世界主要的船運及交易中心之一，蓬勃的棉花業與連接紅海和地中海地區的優越地理位置帶給這個城市豐厚的利潤。
今天的亞歷山大靠著從蘇伊士來的天然氣和石油運輸管線成為埃及的重要工業中心。這個城市同時也有著蓬勃的觀光業。

## 历史
亚历山大的历史可以分四个时期：
- 托勒密时代从城市奠基到罗马人的到來。
- 罗马时期从前80年到641年阿拉伯人的到來。
- 阿拉伯时期从641年到1798年拿破仑占领亚历山大。
- 现代时期从1798年至今。

### 奠基
亚历山大是亚历山大大帝约于前334年建立的，具体时间有争议。其主建筑师是狄诺克莱特斯。古代有许多不同的关于城市奠基的纪录流传下来，这些记录往往受后来发展的影响而不客观。最可靠的历史学家之一是阿利安，他说亚历山大大帝在想要画下城市的规划时手头正好没有粉笔，因此他借助谷粒来规划城市的大局。亚历山大的占星术士将这当作为这座城市将会與谷物一样繁华的预兆。其他作者则称后来有一群鸟飞来将这些谷粒吃掉了，并将这个故事看作是后来亚历山大成为出口埃及的粮食、成为古希腊和古罗马最重要的粮食供给地的征兆。

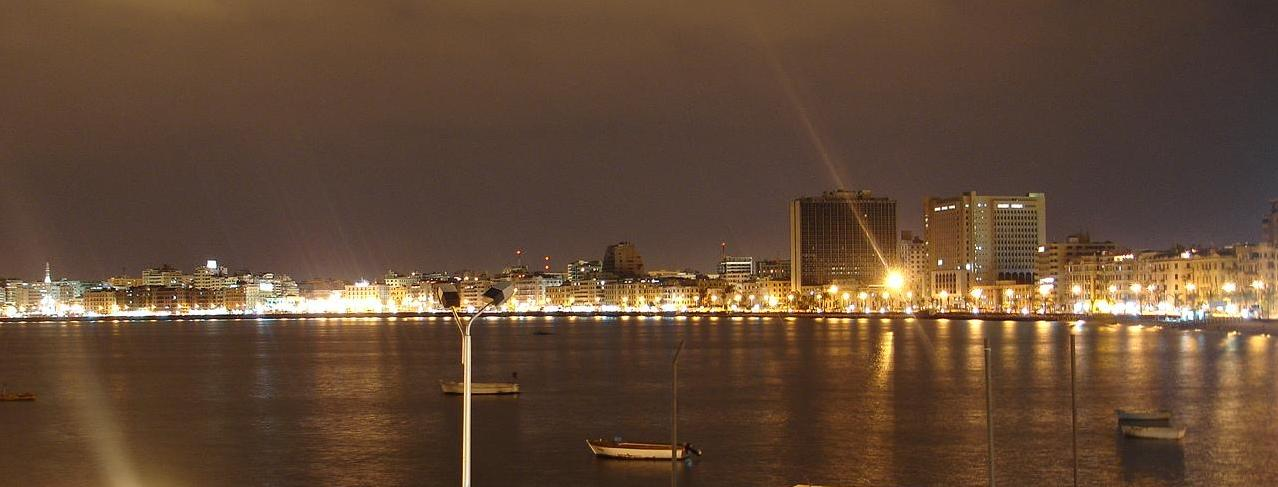
亞歷山卓

隨著希臘化時代的到來以及伊斯蘭的興起，關於亞歷山大的各種故事亦流傳至阿拉伯伊斯蘭世界。在中世紀阿拉伯历史学家如馬蘇第的著作裡，記載曾有海中的怪物阻挠亚历山大在此建城，因此亚历山大製造一座玻璃钟下到海底击败怪物，后来他又在海边立金属像来嚇阻侵擾。但早在14世纪便有史家如伊本·赫勒敦指出這些故事是不合事實的。
亚历山大在此建城的目的是在埃及的瑙克拉提斯边建立一个希腊人的城市，作为希腊与富饶的尼罗河谷之间的联系。当时在埃及只有一个地方提供建立这样一座城市的条件：亚历山大位于法老岛的后面，又不受尼罗河口淤泥的阻碍。当时当地已有一个埃及的小城，这座小城主要是渔人和海盗的居地。据历史学家记载此后还有五个分散的小村。
亚历山大建立后几个月亚历山大就离开了埃及继续东征，他再也没有回到以他為名的城市。他的部将，后来的托勒密一世奉亚历山大的遺體回亚历山大，亚历山大墓成为一个古代朝聖者的著名圣地。
亚历山大走后他的总督克里奥米尼继续城市的建造，但今天的考古似乎证明城市主要是托勒密完成的。亚历山大取代被摧毁的泰尔成为欧洲与阿拉伯和印度之间贸易的中心。一个世纪后它的规模就已经超过了迦太基，在此后的数世纪中它仅小于罗马市。
亚历山大不仅是一个希腊文化的中心，它也是当时世界上最大的犹太人城市。七十士译本就是在那里完成的。开始的托勒密统治者维护城市的发展，并使得其大学成为希腊最好的大学。同时这些统治者将其居民分为希腊人、犹太人和埃及人。亚历山大早期的居民之一是数学家欧几里得。从托勒密四世开始城市内各个民族之间的矛盾开始加剧。
古代亚历山大著名的还有亚历山大灯塔（世界七大奇蹟之一）和亚历山大图书馆。1994年开始在亚历山大的港口进行的海下考古渐渐地使人们重新认识到托勒密时期亚历山大的细节。

### 罗马管辖
前80年亚历山大按托勒密十世的意愿正式受罗马管理。但此前一百多年中它已经受罗马影响了。前47年恺撒与克利奥帕特拉七世在亚历山大相会。后来马克·安东尼也在此与克麗歐佩特拉七世相会。屋大维则在亚历山大设立了一个皇家总督。
在罗马时代亚历山大名义上是一个自由的希腊城市，它拥有自己的元老院。屋大维废除了这个元老院的司法权，但谢普提米乌斯·谢维路斯后来又恢复了其司法权。
此时亚历山大又重复了其过去的繁茂，它控制着罗马帝国最重要的粮仓之一。这也是屋大维将它列入皇帝直接管理的城市的原因。215年罗马皇帝卡拉卡拉访问亚历山大。由于市民的一些讽刺激怒了皇帝，卡拉卡拉下令处死所有能够佩戴武器的少年。他的命令造成了一场全面的大屠杀。
亚历山大也是新生的基督教的一个神学理论和管理中心。阿里烏教派是在亚历山大出现的，亞他那修在这里设立了亞歷山大宗主教，在此后两个世纪中这个宗主教成为基督教最有影响的人物。
當當地人在尼罗河谷的影响越来越强时，亚历山大越来越脱离了它与埃及本土的关系。3世纪帝国内部的和平开始破裂时，亚历山大的人口和繁华剧降。
4世纪晚期基督徒迫害其他教的信仰者达到顶点，在罗马帝国境内许多庙宇和神像被毁，异教仪式被禁，从事异教仪式甚至被处死刑。图书馆被关闭。391年罗马皇帝狄奥多西一世下令摧毁所有神庙。亚历山大图书馆可能就是这个时候被毁的。另外据史料记载，亚历山大在该世纪里还遭受过一次海啸灾难。365年7月21日，由地中海沿岸地震引发的海啸造成了这个港口数千人的死亡。
5世纪中犹太人区和许多中心大建筑物被毁。
616年萨珊王朝国王霍斯劳二世占领亚历山大。虽然数年后东罗马帝国皇帝希拉克略重新占领亚历山大，但640年阿拉伯将军阿姆鲁·伊本·阿斯在围困亚历山大十四个月后占领亚历山大，在这十四个月中亚历山大没有获得任何来自君士坦丁堡的援助。赫拉克留刚死，而新继任的君士坦丁三世才12岁。阿姆魯写给他的主子哈里发奥马尔·伊本·哈塔卜说他占领了一个“拥有4,000宫殿、4,000浴池、12,000油商、12,000花匠、40,000纳贡的犹太人和400剧院或其他娱乐场所。”的城市。

### 阿姆鲁后
此后不久希腊人趁阿姆鲁率他的大多数军队外出再次占领亚历山大。阿姆鲁闻讯后立刻返回恢复了对亚历山大的统治。646年阿姆鲁被新的哈里发奥斯曼·伊本·阿凡撤职。阿姆鲁在埃及非常受欢迎，因此他的撤职在埃及导致了一场大暴动。拜占庭皇帝立刻利用这个机会再占领亚历山大。
哈里发发现他犯了一个大错后立即恢复了阿姆鲁的职务。阿姆鲁回到埃及后再次围攻亚历山大。他费了很大的劲才攻克亚历山大。这使他非常生气，因此他下令拆毁亚历山大的城墙，但他似乎尽了所有的力量来保存市内的居民的生命。
作為地中海與阿拉伯世界的貿易中轉地，這裡的商業非常繁榮。尼羅河沿岸肥沃的土壤培育出的各種農作物，以及經由阿拉伯地區的各種香辛料和香料都在這裡交易。然而自969年开罗建城後，亚历山大的地位大降。1498年好望角航道的发现几乎完全打垮了它的经济。向它提供尼罗河水的运河被封。虽然它依然是埃及的一个重要港口，许多从欧洲到鄂图曼帝国的人在此登陆，但直到19世纪对它的报道非常少。
在1798年拿破仑的埃及远征中亚历山大起了重要的军事作用。1798年7月2日法军攻占亚历山大，一直到1801年英国占领亚历山大为止受法国统治。当年英法两军之间于3月21日爆发的亚历山大战役发生在尼科堡的废墟附近。

#### 遏根陀国
中国宋代古籍《诸蕃志》中，曾提到亚历山大，稱之為遏根陀国。
原文是：“相传古人异人徂葛尼，于濒海建大塔，下凿地为两层，砖结甚密，一窖粮食，一储器械，塔高二百丈，可通四马齐区驱而上，至三分之二，塔心开大井，结渠透大江以防他国兵侵，则举国据塔以拒敌，上下可容二万人，内居守而外出战。其顶上有镜极大，他国或有兵船侵犯，镜先照见，即预备守御之计。近年为外国人投塔下。执役扫洒数年，人不疑之，忽一日得便，盗镜抛沉海中而去”。
文中提到的“徂葛尼”可能是亚历山大的阿拉伯文音译，“大塔”就是号称世界七大奇蹟之一的由托勒密王朝修建的法罗斯灯塔。

### 19世纪
在奥斯曼帝国统治埃及的混乱时间内亚历山大缩小为一个仅有约4000居民的小城。当时的埃及总督希望在他的统辖地区建立一个深水港，由此亚历山大才有今天的恢复。港口与尼罗河之间的运河被重建并于1820年完工。亚历山大再复兴繁，郊外向西沿海岸有一个很大的别墅区。
亚历山大是通往印度的陆路的起点。它吸引了许多欧洲人。不仅法国人在此定居，而且许多希腊人、犹太人和叙利亚人到这里来居住。埃及总督与西方列强的大多数谈判是在亚历山大进行的。从这里奥斯曼帝国赴克里特岛和叙利亚。1839年战败的土耳其舰队重返亚历山大。1827年希腊舰队、1828年英国、法国和俄罗斯的联合舰队威胁亚历山大。
1841年城市的要塞被加固，1882年再次被加固。1856年从亚历山大通往开罗的铁路开通。
1861年亚历山大成为城市。1871年到1878年一个新港口被建。但同时埃及的政治中心再次移往开罗。

### 1882年的炮轰
1881年在亚历山大发生了一次兵变后1882年5月一支英法联合舰队到达亚历山大。6月11日市内爆发暴乱和屠杀，400名欧洲人丧生。
由于埃及战争部长拒绝惩罚凶手并下令加强要塞，英国海军上将于7月10日下最后通牒并于次日对要塞开火。要塞被毁，但由于英军没有立刻登陆市内再次爆发暴乱和屠杀。
由于埃及仍不投降，8月10日一支英军在亚历山大登陆，此后英国渐渐占领了整个埃及。

### 英国统治

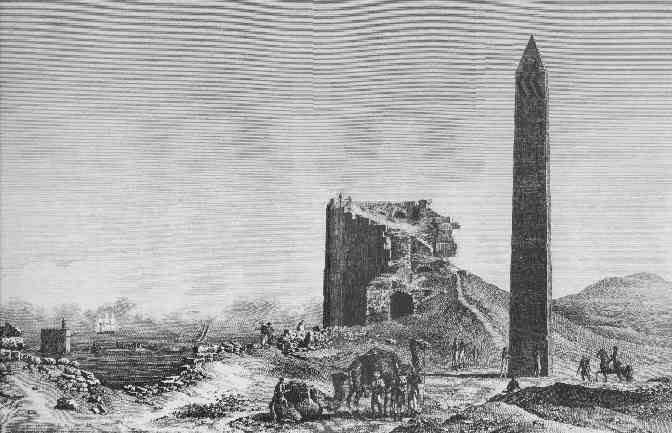
19世纪亚历山大市中心

此后亚历山大发展很快。1904年英国领事的报告说：“居住和其他目的的建筑几乎以狂热的速度发展。生活费用几乎增长了一倍，地价上涨迅速。”
更多的希腊人在此定居，他们建立了经济和文化中心。希腊的同性恋诗人康斯坦丁·卡瓦菲就是在亚历山大出生和长大的。
英国在亚历山大建立了一个重要的军港来控制苏伊士运河。第二次世界大战中决定性的阿拉曼战役就在亚历山大西爆发。
1952年埃及军变后埃及王室和英国的统治结束。賈邁勒·阿卜杜-納賽爾上台。1954年英埃条约规定英国撤军。亚历山大内的外国人越来越少。今天当地还有一个约800人的希腊人群，但它也已近绝迹。

## 地理

### 古城的布局
古希腊的亚历山大分三个区：
1. 犹太区位于城市的东北部；
2. 埃及区（Rhacotis）位于城市的西部；
3. 皇城和希腊区（Brucheum）是城市最大的部分。罗马时期希腊区被扩大，增加了一个官员区，因此形成了四个区。整个城市由平行的街道形成方格式，街道下有地下的下水道。

两条林荫大街（据说每条有60米宽）在市中心，就在亚历山大墓附近，交叉。今天这附近是内比·丹尼尔清真寺（mosque of Nebi Daniel）。东西向的大街与今天的罗赛塔大街（Boulevard de Rosette）的走向近似。古街的铺盖和下水道还可以在罗赛塔门（Rosetta Gate）附近看到。1899年德国人在要塞外东部发掘了保存比较好的古街遗址，这些遗址当时位于城市内。
最初亚历山大仅由法洛斯島组成。它与大陆通过一条被称为Heptastadion的约一英里长的大堤相连。今天这个过去的大堤的陆地一端位于大广场（Grand Square），过去这里是“月门”。所有从这一点到今天的Ras et-Tin广场之间的地方都是建造在渐渐堆积起来的。Ras et-Tin广场是法洛斯岛的唯一遗留物。过去灯塔的地方已经被海洋侵蚀了。大堤的东部本来是亚历山大的港口，今天是一个开阔的海湾。西边是另一个港口，今天被扩大为现代的海港。
斯特拉波时（前1世纪下半页）以下建筑是市内的主要建筑。号码按人们从海上进入大口时看到的建筑物的顺序排列：
1. 王宫位于城市的西北角，今天已经全部被海洋覆灭。
2. 大剧院，恺撒在亚历山大被市民围攻时曾使用它作为堡垒。
3. 波塞冬神庙，近大剧院。
4. 马克·安东尼造的学院（Timonium）。
5. 市场（Emporium）。
6. 仓库（Apostases）。
7. 码头（Navalia），位于学院以西，沿大堤面向大海。
8. 市场后是庞大的恺撒神庙，两座后来被称为克利奥帕特拉之针的方尖塔竖立在那裡。今天其中一座位于纽约，另一座在伦敦。这座庙后来成为宗主教的大教堂，一些遗蹟被发现，其他部分假如没有被海水腐蚀的话应该埋在今天滨海房屋的下面。
9. 运动场和摔跤场位于内陆靠近今天的罗赛塔大街，城市的东部，它们的确切位置今天不知。
10. 萨敦神庙，位置不明。
11. 亚历山大和托勒密王朝的墓，位于两条大街交叉处附近。
12. 大学（Musaeum）及其著名的图书馆和剧院位于同一地区，但地址不明。
13. 阿匹斯神庙是亚历山大最著名的神庙。斯屈波称它位于城市西部。

此外还有一些其他公共建筑的名称流传下来了，但我们今天不知道它们的具体位置。
亚历山大灯塔位于法洛斯岛的东端，它据报道有122米高。托勒密一世开始建造，二世完成，建筑时间共12年。它是世界上所有灯塔的原型。灯塔的光由顶端的一个火炉产生，建筑材料是石灰岩块。灯塔毁于地震。
屋大维时亚历山大估计有30万自由民，加上许多奴隶。城市的总人口数估计在50万到100万之间。

### 今日亚历山大
今天的亚历山大港建立在一条将馬雷奧蒂斯湖与地中海分隔开来的地带上，以及一个T形的半岛上，这个半岛组成今天的东部和西部港口。这个半岛本来是陆地与法洛斯岛相连的大堤。通过泥沙的沉积它扩展到约半英里宽。今天城市的部分位于这个半岛上。半岛的西端被称为“Ras et-Tin”（无花果角），东端被称为法洛斯。城南有一条运河与西港向通。

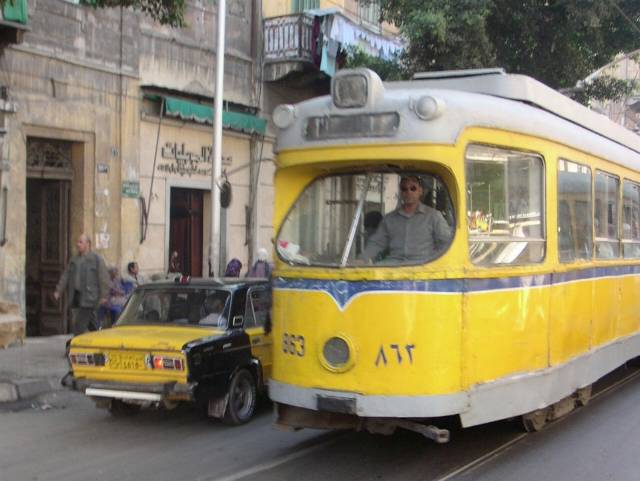
亚历山大的黄色有轨电车

穆罕默德阿里广场是一个长形的大广场，周围树木环绕，中心是总督穆罕默德阿里的塑像。广场周围的建筑多为意大利式，其中重要的有法庭、交易所、银行、教堂和剧院等。
大广场与西港之间是比较穷的人的居住区。
在联合国帮助下亚历山大又建立了一座新的图书馆和文化中心（新亚历山大图书馆）。原来的图书馆保存着从克麗歐佩特拉时期流传下来的书，但它们都在大火中被毁了。
除当地人说的埃及阿拉伯语外，市内还有希腊语、法语、英语和意大利语通行。现在亚历山大仍有规模较大的基督徒社区，分属科普特正教、希腊正教、科普特天主教和罗马天主教等教派。
亚历山大的有轨电车网路基本与海岸线平行。

### 氣候
亞歷山大屬於熱帶沙漠氣候（柯本氣候分類法：BWh），但和埃及的其他濱地中海城市一樣受到盛行的北風影響，使得其氣候不像內地那樣極端。此地與拉法同為埃及最濕潤的地方。在這裡，一月和二月是每年最冷的月，日均最低溫達為12至18 °C（54至64 °F），最低一般可達5 °C（41 °F）。地中海也給予了亞歷山大較充沛的降水，年降水量均200（7.9英寸），最高可達417（16.4英寸），但在寒冷的季節里亦有風暴、冰雹之憂。七月和八月是每年最乾最熱的時候，日均最高溫達30 °C（86 °F）。有記錄以來的最高溫為1961年5月30日的45 °C（113 °F），最低溫為1994年1月31日的0 °C（32 °F）。
| 亞歷山大                                                                          | 亞歷山大    | 亞歷山大    | 亞歷山大    | 亞歷山大    | 亞歷山大    | 亞歷山大    | 亞歷山大    | 亞歷山大    | 亞歷山大    | 亞歷山大    | 亞歷山大    | 亞歷山大    | 亞歷山大     |
| 月份                                                                              | 1月         | 2月         | 3月         | 4月         | 5月         | 6月         | 7月         | 8月         | 9月         | 10月        | 11月        | 12月        | 全年         |
| --------------------------------------------------------------------------------- | ----------- | ----------- | ----------- | ----------- | ----------- | ----------- | ----------- | ----------- | ----------- | ----------- | ----------- | ----------- | ------------ |
| 历史最高温 °C（°F）                                                               | 29 (84)     | 33 (91)     | 40 (104)    | 41 (106)    | 45 (113)    | 44 (111)    | 43 (109)    | 39 (102)    | 41 (106)    | 38 (100)    | 36 (97)     | 29 (84)     | 45 (113)     |
| 平均高温 °C（°F）                                                                 | 18.4 (65.1) | 19.3 (66.7) | 20.9 (69.6) | 24 (75)     | 26.5 (79.7) | 28.6 (83.5) | 29.7 (85.5) | 30.4 (86.7) | 29.6 (85.3) | 27.6 (81.7) | 24.1 (75.4) | 20.1 (68.2) | 24.9 (76.8)  |
| 日均气温 °C（°F）                                                                 | 13.4 (56.1) | 13.9 (57.0) | 15.7 (60.3) | 18.5 (65.3) | 21.2 (70.2) | 24.3 (75.7) | 25.9 (78.6) | 26.3 (79.3) | 25.1 (77.2) | 22 (72)     | 18.7 (65.7) | 14.9 (58.8) | 20 (68)      |
| 平均低温 °C（°F）                                                                 | 9.1 (48.4)  | 9.3 (48.7)  | 10.8 (51.4) | 13.4 (56.1) | 16.6 (61.9) | 20.3 (68.5) | 22.8 (73.0) | 23.1 (73.6) | 21.3 (70.3) | 17.8 (64.0) | 14.3 (57.7) | 10.6 (51.1) | 15.8 (60.4)  |
| 历史最低温 °C（°F）                                                               | 0 (32)      | 0 (32)      | 2 (36)      | 4 (39)      | 7 (45)      | 12 (54)     | 17 (63)     | 18 (64)     | 14 (57)     | 11 (52)     | 1 (34)      | 1 (34)      | 0 (32)       |
| 平均降雨量 mm（）                                                                 | 52.8 (2.08) | 29.2 (1.15) | 14.3 (0.56) | 3.6 (0.14)  | 1.3 (0.05)  | 0.01 (0.00) | 0.03 (0.00) | 0.1 (0.00)  | 0.8 (0.03)  | 9.4 (0.37)  | 31.7 (1.25) | 52.7 (2.07) | 195.94 (7.7) |
| 平均降雨天数（≥ 0.01 mm）                                                         | 11          | 8.9         | 6           | 1.9         | 1.0         | 0.04        | 0.04        | 0.04        | 0.2         | 2.9         | 5.4         | 9.5         | 46.92        |
| 平均相對濕度（％）                                                                | 69          | 67          | 67          | 65          | 66          | 68          | 71          | 71          | 67          | 68          | 68          | 68          | 67.92        |
| 月均日照時數                                                                      | 192.2       | 217.5       | 248         | 273         | 316.2       | 354         | 362.7       | 344.1       | 297         | 282.1       | 225         | 195.3       | 3,307.1      |
| 来源1：世界氣象組織、香港天文台的日照與平均氣溫數據，加上Climate Charts的濕度數據 |             |             |             |             |             |             |             |             |             |             |             |             |              |
| 来源2：Voodoo Skiesand Bing Weatherfor record temperatures                        |             |             |             |             |             |             |             |             |             |             |             |             |              |

| 一月           | 二月           | 三月           | 四月           | 五月           | 六月           | 七月           | 八月           | 九月           | 十月           | 十一月         | 十二月         |
| -------------- | -------------- | -------------- | -------------- | -------------- | -------------- | -------------- | -------------- | -------------- | -------------- | -------------- | -------------- |
| 18 °C（64 °F） | 17 °C（63 °F） | 17 °C（63 °F） | 18 °C（64 °F） | 20 °C（68 °F） | 23 °C（73 °F） | 25 °C（77 °F） | 26 °C（79 °F） | 26 °C（79 °F） | 25 °C（77 °F） | 22 °C（72 °F） | 20 °C（68 °F） |

## 信仰中心
- 亞歷山大科普特正教會總會位於此城

## 考古
亚历山大始终有發掘工作在进行。当地考古学会和个人捐款资助这些發掘工作。尤其希腊人对这座城市的希腊历史非常骄傲。
过去和现在的亚历山大博物馆馆长始终借机进行發掘工作。早在1895年就已有考古学家在此發掘。德国人从1898年到1899年再次發掘。亚历山大的發掘工作面临两重困难。
首先由于今天的城市大部分建立在古城之上，除非花费巨金發掘的可能性非常小。其次城市的低处由于地表下沉被淹没。不幸的是至今还比较开阔的东北和西南部地区非常低，发掘到罗马文化层几乎不可能。
最重要的考古发现是在“庞贝柱”附近被发现的。那里还有足够空地。在那里一座大建筑或建筑群的遗址被发现，它们可能是阿匹斯神庙的一部分。地下墓地被挖开，它可能也是神庙的附属。其中有绘画非常奇妙的浮雕。今天旅游者可以在电灯光下观看这些浮雕。
这些发掘的发现物现在都存放在博物馆中。其中最引人注目的是一头火成岩的牛，可能是阿匹斯神庙中的物件。在城市的其他地方也有地下墓室和坟墓被发掘。不過虽然亚历山大付巨大努力来保护其遗产，但在博物馆外和除庞贝柱附近遗蹟很少。不时有当地的盗墓者、打井者、建造者会遇到有价值的古物。这些珍品往往走私进入私人收藏。

### 遺跡

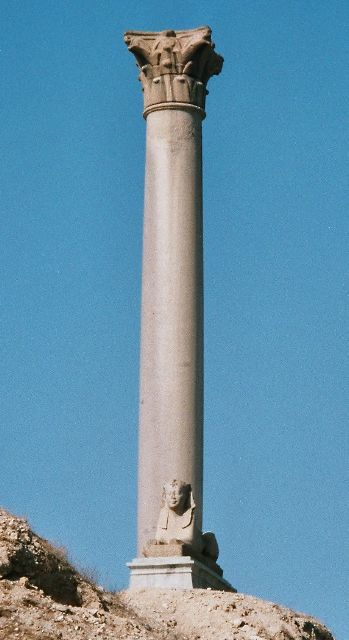
“庞贝柱”

古城保留到今天的遗蹟很少。由于地震造成的地面降低，王宫和居民区的大部分地区下沉到今天的港口内，其他遗蹟被今天的建筑覆盖。“庞贝柱”是今天遗留下来的最著名的遗蹟。它本来立在亚历山大的祭祀庙中，今天这是一座阿拉伯墓地附近的小丘。它有30米高，柱子由磨光的红花岗岩组成，基部直径约3米，顶部约2.5米。不过它与庞贝毫无关系，而是于293年由戴克里先树立的，之所以被称为庞贝柱是因为误传柱顶的空缺是用来盛放庞贝的遗体而得名。祭祀庙下是阿匹斯神庙的遗蹟，其雕刻的墙内的小空间可能被古代的图书馆用作贮藏室。庞贝柱附近还经常可以看到毁坏的神庙遗留下来的碎石和瓷片。而远处则用围栏圈起一些保存比较完好的石柱，陶瓷等雕刻。卡拉卡拉庙的损坏比较严重，室内的壁画等装饰已经几乎看不到了，玻璃樽内盛放的遗骨曾经一度被考古人员认为是在卡拉卡拉对的命令下遭屠杀的当地人的遗骨，后被证明只是当地马匹们用来陪葬的遗骨，里面只有一具人类的骨架。
亚历山大的地下墓室在庞贝柱西南不远，是一座多层的迷宫，进口是一个巨大的旋转楼梯。其中有十多个墓室，其中有雕刻的柱子、雕像和其他罗马-希腊-埃及混合的宗教符号、壁画、墓空和棺材。还有一个大的用来供亲属进行纪念宴会的罗马式的宴会厅。目前亚历山大最大的发掘区是古城保存良好的剧院和罗马时代的浴池的遗蹟。

## 友好城市
- 希腊塞萨洛尼基
- 羅馬尼亞康斯坦察
- 法國勒芒
- 西班牙加的斯
- 美国巴尔的摩
- 沙烏地阿拉伯吉达
- 中國上海
- 保加利亚卡赞勒克
- 南非德班
- 乌克兰敖德萨
- 美国克利夫兰
- 俄羅斯圣彼得堡
- 斯洛伐克布拉迪斯拉发
- 仁川

## 外部連結
- 官方网站

| 前任者： 塞易斯 | 埃及首都 公元前331年 - 公元641年 | 繼任者： 福斯塔特 |